# クリストフ・ケルン
クリストフ・ケルン（Christophe Kern、1981年1月18日 - ）は、フランス、ヴィサンブール出身の自転車競技（ロードレース）選手。

## 経歴
1999年
- ジュニア世界選手権自転車競技大会・個人ロード 3位

2002年
- リエージュ〜バストーニュ〜リエージュ・U23部門 優勝。

2003年、ブリオシュ・ラ・ブランジェール（現：チーム・ヨーロッパカー）と契約を結んでプロ転向。
- GPルディ・ダーネンス 優勝

2007年、クレディ・アグリコルに移籍。
2008年
- ブエルタ・ア・エスパーニャ山岳賞部門 2位

2009年、コフィディスに移籍。
- ツール・ド・フランス初出場。第7ステージ2位。また第8ステージ終了後、山岳賞部門で首位に立った。総合75位。

2011年、チーム・ヨーロッパカーに移籍。
- クリテリウム・デュ・ドフィネ 総合6位 & 区間1勝(第5)
- フランス選手権・ITT 優勝

## タイプ
カテゴリ超級など、厳しい山岳ステージにおいて果敢に先陣を切っていくことで知られる選手。とりわけ、2008年のブエルタの山岳ステージ（第9～13ステージ）において、道中先頭を引っ張るシーンが何度か見られた。